# Björkbornsbron
Björkbornsbron är en bågbro över Timsälven mellan Karlskoga och Björkbornsområdet. Bron invigdes på valborgsmässoafton 2022, och designades av arkitekturstudenterna Kristoffer Hamrin, Mateusz Szpotowicz och Nour Fansa vid Kungliga Tekniska högskolan.
Under öppningsceremonin närvarade landshövdingen i Örebro län, Maria Larsson.